# Mariana Atencio
Mariana Atencio es presentadora de televisión, autora, conferencista motivacional y periodista ganadora del Premio Peabody. Trabajó como corresponsal de MSNBC y NBC News, la única presentadora hispana de la cadena a nivel nacional, y fue ancla de Univision y Fusion.
Su historia está reseñada en la serie de HBO ‘Habla Now’ como una de las Latinas más influyentes en Estados Unidos.
Atencio es co-fundadora de la compañía de producción, GoLike, nombrada entre las ‘100 empresas Latinas más innovadoras del país’ por la revista Hola!’
En el 2020, GoLike anunció alianzas estratégicas con Voto Latino y el American Latino Museum.

## Primeros años y educación
Mariana del Carmen Atencio Cervoni nació en Caracas, Venezuela de Álvaro Atencio y Diana Cervoni. Ella es la mayor de tres hijos.
Atencio tiene una licenciatura en Comunicaciones de la Universidad Católica Andrés Bello. En su tercer año de universidad, participó en la ola de protestas estudiantiles en favor de la democracia en 2007 después de que el expresidente venezolano Hugo Chávez cerrara el medio televisivo más antiguo del país: Protestas por el fin de la concesión de RCTV. Durante las clases, Atencio se organizó como activista. Ella y sus compañeros fueron reprimidos con disparos de agua y gases lacrimógenos. Atencio acredita que las protestas influenciaron su decisión de convertirse en periodista.
En 2008, emigró a Estados Unidos después de recibir la beca al mérito Castagno de la Escuela de Periodismo de la Universidad de Columbia, donde recibió el premio de la década 10 años después por su trabajo periodístico.

## Carrera
En 2009, Atencio comenzó su carrera periodística como reportera en El Diario La Prensa en la ciudad de Nueva York, el periódico hispano más antiguo de los Estados Unidos. Desde 2010-2011, informó para VME-TV, la única estación de televisión hispana de servicio público en Estados Unidos.
Atencio comenzó a trabajar como presentadora invitada y corresponsal de Univision News en 2011. Cubrió las elecciones presidenciales de 2012 para el programa matutino Despierta América y su noticiero insignia de la noche Noticiero Univisión.
También se desempeñó como reportera para la Unidad de Investigación del canal. En 2013 formó parte de un equipo de cinco personas que ganó el primer Premio Peabody de Univision por "Rápido y Furioso: Armando al Enemigo", una investigación de una hora sobre el escándalo de armas conocido como Operation Fast and Furious.
Atencio recibió un Gracie Award por su informe principal sobre "PRESSionados", un especial de una hora sobre el estado de la libertad de prensa en América Latina que se emitió en diciembre de 2013 en Univision y sus plataformas digitales.
En 2013, Atencio se unió a FUSION TV, un canal de noticias por cable en inglés creada por ABC News y Univision para los millennials estadounidenses.
Atencio fue miembro del equipo de columnistas de The Morning Show, un programa de dos horas que presenta una mezcla de noticias, reportajes y entrevistas en vivo.
También se desempeñó como corresponsal. Dirigió la cobertura del canal en las protestas de 2014 en Venezuela en medio de la creciente violencia y escasez, donde también contribuyó con ABC News. Cubrió otras historias notables como el tiroteo de Michael Brown en Ferguson, las protestas en Hong Kong de 2014 y el secuestro masivo de Iguala en 2014, donde desaparecieron 43 estudiantes en México.
En 2015, fue reportera en McAllen, Texas para ABC News con el Papa Francisco ante su primera visita a los Estados Unidos. Entrevistó al Papa Francisco y tradujo en vivo las preguntas de inmigrantes que buscaban refugio en Estados Unidos.
En marzo de 2016, formó parte del equipo de columnistas para Univision en el debate del Washington Post entre los candidatos demócratas Hillary Clinton y Bernie Sanders.
Atencio hizo el cruce de las noticias en español a inglés en septiembre de 2016 cuando se convirtió en corresponsal de MSNBC y NBC con sede en Miami. Actualmente es la única corresponsal latina en la red de cable.
Como corresponsal, Atencio se especializa en cubrir inmigración y hacer traducciones en vivo del español. Ha informado sobre historias notables como las caravanas de migrantes centroamericanos, la crisis de separación de niños en la frontera y las redadas de ICE en varias plantas de pollos de Misisipi que llevaron al arresto de 680 inmigrantes indocumentados.
Las entrevistas en vivo de Atencio con madres migrantes en Reynosa, México, durante la separación de familias en la administración Trump fueron nominadas para un Premio Emmy.
También se ha centrado en la cobertura de los latinos estadounidenses. Durante la carrera presidencial de 2020, las elecciones parciales de 2018 y la campaña presidencial de 2016, informó sobre los votantes hispanos en todo el país. En 2019, formó parte de un equipo de reporteros de NBC y MSNBC, conocidos como "Guerreros de la carretera", que recibieron el Premio First Amendment Clarity Award por su cobertura de las elecciones intermedias de 2018.
Asociación Nacional de Periodistas Hispanos la reconoció con el Premio Presidencial 2019. También recibió el Premio de la Primera Década de Columbia.

## Vida personal
En 2014, su hermana Graciela estuvo involucrada en un accidente automovilístico en la ciudad de Nueva York. Después de múltiples cirugías, pudo recuperar su capacidad de caminar. Mariana y su hermana salieron al aire con la historia para promover la conciencia de los niños con discapacidades.
El padre de Atencio falleció en febrero de 2018 debido a complicaciones de una neumonía. Ella relató la crisis de salud en el hospital en Caracas y la falta de suministros médicos básicos en Venezuela como resultado de la crisis humanitaria.
Después de la muerte de su padre, Mariana regresó a Venezuela en abril de 2018 y se asoció con la ONG Comparte por Una Vida para donar 1000 suplementos alimenticios para niños en el Hospital de Niños JM de Los Ríos en Caracas.

## Conferencias
Atencio es ponente en la Universidad TEDx de Nevada.
Su primera charla de TEDx "What Makes You Special" se ha visto más de 14,7 millones de veces.
Ha hablado en la American Library Association, el United Nations Latino Impact Summit, LinkedIn, Microsoft, Unidos US, y la conferencia Girl Up, de Naciones Unidas, entre otras.

## Libro
- Atencio, Mariana (2019).  W Publishing Group, ed. Perfectly You: Embracing the Power of Being Real (en inglés). ISBN 9780785228387. OCLC 1080997518. Es una autobiografía publicada en inglés y español.[36]